# Sent Laurenç daus Urmes
Sent Laurenç daus Urmes (en francès Saint-Laurent-des-Hommes) és un municipi francès situat al departament de la Dordonya i a la regió de la Nova Aquitània.

## Demografia
| 1962                                       | 1968 | 1975 | 1982 | 1990 | 1999 | 2007  |
| ------------------------------------------ | ---- | ---- | ---- | ---- | ---- | ----- |
| 925                                        | 861  | 867  | 863  | 938  | 882  | 1.004 |
| Des de 1962: població sense dobles comptes |      |      |      |      |      |       |

## Administració
| Període   | Identitat           | Partit |
| --------- | ------------------- | ------ |
| 1970-1983 | Marcel Caray        |        |
| 1983-2001 | René Allard         |        |
| 2001-     | Jean-Pierre Marache |        |

## Agermanaments
- Sutton and Shottisham